# Nette (Bockenem)
Nette ist ein Ortsteil von Bockenem im Landkreis Hildesheim in Niedersachsen. Der Ort hatte am 1. Oktober 2011 423 Einwohner.

## Lage
Das Dorf liegt im Norden des Ambergaubeckens am Südhang des 219 m hohen Weinbergs.

## Geschichte
Nette wurde erstmals in einer Urkunde vom 26. Oktober 1234 erwähnt. Sie wurde anlässlich einer Synode in Bockenem für das Kloster Lamspringe ausgestellt. Auf einer „Die Gau-Eintheilung der Diöcese Hildesheim um das Jahr 1000“ betitelten Karte verzeichnete Hermann Adolf Lüntzel im Jahr 1858 den Ort allerdings bereits für diese Zeit als Netto. Das Adelsgeschlecht von Nette, das seit 1404 in Bockenem den Junkernhof besaß, hat 1446 Bischof Magnuns die Burg Wohlenstein verpfändet.
Am 1. März 1974 wurde Nette in die Stadt Bockenem eingegliedert.

## Politik

### Ortsrat
Der Ortsrat, der den Ortsteil Nette vertritt, setzt sich aus fünf Mitgliedern zusammen. Die Ratsmitglieder werden durch eine Kommunalwahl für jeweils fünf Jahre gewählt.
Bei der Kommunalwahl 2021 ergab sich folgende Sitzverteilung:
- CDU: 3 Sitze
- SPD: 2 Sitze

### Ortsbürgermeister
Ortsbürgermeister ist Felix Uhde. Stellvertretender Ortsbürgermeister ist Lee Götz.

## Sehenswertes

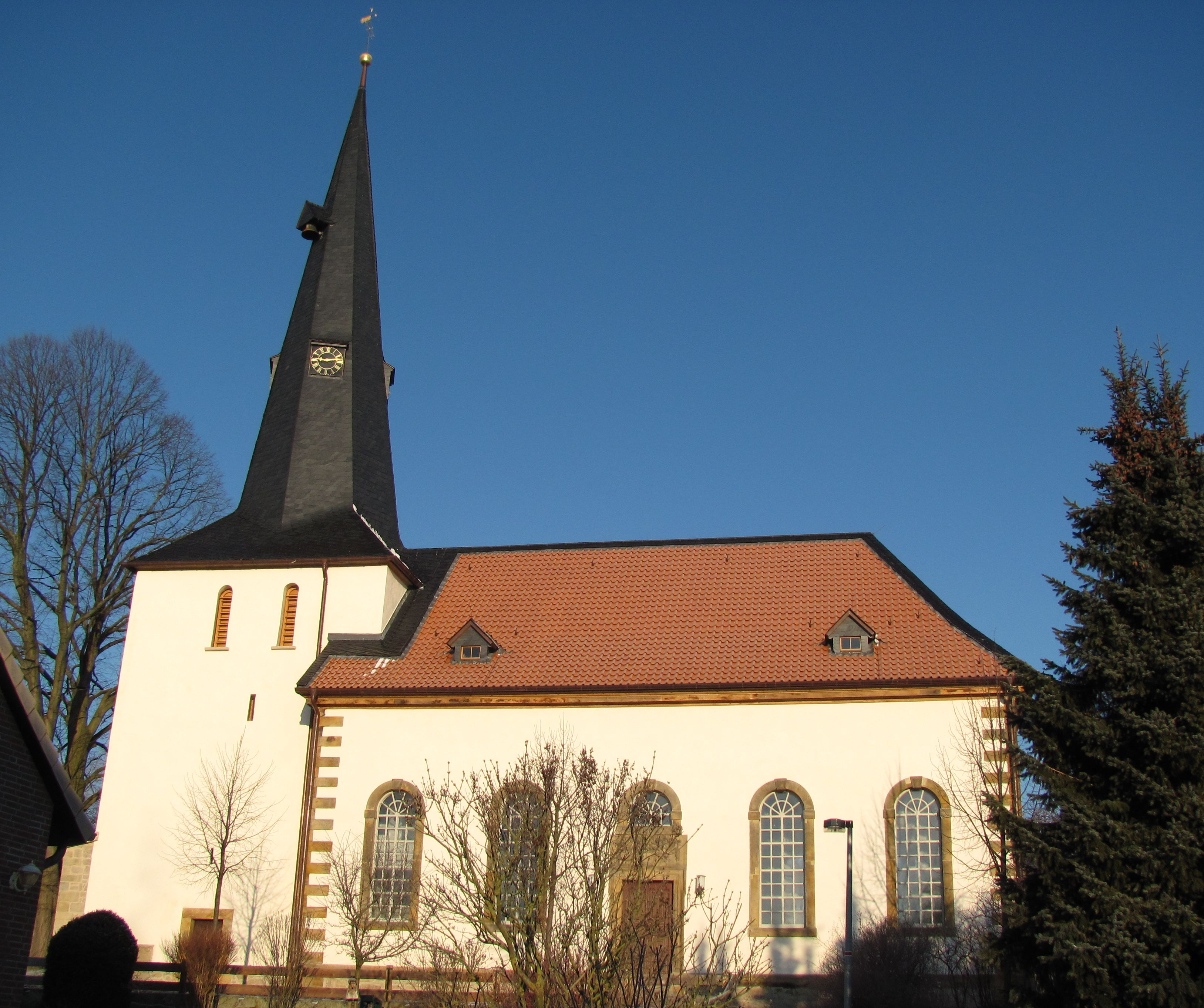
Evangelische Dreifaltigkeitskirche

Die evangelische Dreifaltigkeitskirche in Nette hat einen massiven romanischen Turm mit Schießscharten. Sie lassen vermuten, dass die Kirche zeitweise als Wehrkirche diente. Das Kirchenschiff mit seinen markanten Eckquadern und einem Walmdach ist erheblich jünger, es stammt – wie eine Inschrift über dem Portal an der Südseite belegt – von 1731. Die Orgel der Dreifaltigkeitskirche wurde von Johann Wilhelm Gloger erbaut.
Im Ortskern von Nette sind mehrere gut erhaltene bzw. renovierte Fachwerkhäuser sehenswert.

## Verkehr
Durch Nette führt die Bundesstraße 243. Busse fahren von Bad Salzdetfurth durch Nette nach Bockenem und zurück. Eine Buslinie führt über den Weinberg, Wesseln, Groß Düngen, Egenstedt zum Hildesheimer Hauptbahnhof.

## Religion
Im Ambergau haben sich die evangelisch-lutherischen Kirchengemeinden Bültum, Hary-Störy-Bönnien, Ilde, Nette und Upstedt zum Pfarramt Hary zusammengeschlossen. In Nette gibt es die evangelische Dreifaltigkeitskirche. Die evangelische Gemeinde betreibt auch eine Gemeindebücherei.